# خوان فرنانديز دي أليسيو
خوان فرنانديز دي أليسيو (بالإسبانية: Juan Fernández Di Alessio)‏ هو لاعب كرة قدم أرجنتيني، ولد في 9 سبتمبر 1975. لعب مع هوراكان.

## وصلات خارجية
- خوان فرنانديز دي أليسيو على موقع قاعدة بيانات كرة القدم.إي يو (الإنجليزية)